# Белебеевский 235-й пехотный полк
235-й  пехотный Белебеевский полк — пехотная воинская часть Русской императорской армии второй очереди. Сформирован для участия в Первой мировой войне.

## История

### 1914
17 (30) июля 1914 года около 9 часов утра было опубликовано Высочайшее повеление о мобилизации 27-го пехотного Витебского полка, а также формируемых при нём второочередных частей.
Полк был сформирован и укомплектован в период 18 июля — 2 августа 1914 года в Тамбове во время объявления всеобщей мобилизации, из кадра, выделенного из 27-го пехотного Витебского полка. Оттуда 18 июля было переведено на формирование полка: 25 офицеров, 2 чиновника и 262 нижних чина. Второочередные запасные нижние чины и ратники ополчения поступали из Тамбовского сборного пункта. Некоторые из них были зачислены в запасные части или вовсе освобождены от службы по состоянию здоровья.
С 23 июля полк готовился к отправке на фронт. В ротах производились занятия по подготовке к стрельбе и действиям в бою, а также по полевой гимнастике.
3 августа полк был отправлен на фронт. 8 августа прибыл в крепость Осовец для смены 61-го Владимирского полка, где вошёл в состав 9-й армии Северо-Западного фронта. В период с 9 по 15 августа полк занимал форты крепости, начал укреплять доты, проводить обучения ратников ополчения, ходить в разведку и впоследствии был направлен на работы по укреплению Осовецкой крепости, комендант Осовца приказал объявить «спасибо» всем чинам полка. 16 августа полк выдвинулся в Варшаву, согласно предписанию начальника 59 пехотной дивизии. 19 августа полк прибыл в Варшаву, в район предместья Прага, где и произвёл высадку на станции Прага-Пельцовизна. Полк походным порядком прошёл через Варшаву и занял форты на Мокотуве. С 19 августа по 1 сентября роты полка несли строевую службу, укрепляли форты, стреляли в тире. 2 сентября отправился в Гродно, в Гродненскую крепость.
8 сентября полк выступил из крепости, получив задачу охранять под начальством генерал-майора Гудима, совместно с 236 Борисоглебским полком течение реки Неман, чтобы не допустить во что бы то ни стало переправы немцев. Полк занимал левый участок от деревни Привалки до д. Перелом.
12 сентября полк вошёл в состав 10-й армии Северо-Западного фронта.
Полк получил боевое крещение 15 сентября, когда проводилась Варшавско-Ивангородская операция, полк первым переправлялся на лодках через реку Неман, для преследования отступающего противника.
К 23 сентября после ряда усиленных переходов полк расположился квартиро-биваком у деревни Немцовизна. 24 сентября полк с 4 батареей, распоряжением генерала Селивачёва был выслан на поддержку 4-й Финляндской стрелковой бригады, в составе которой принял участие с 24 по 25 сентября. 24-25 числа полк подвергся обстрелу тяжёлой артиллерии противника в лесу у д. ф. Зайончиково, было ранено 16 человек.
27 числа полк был двинут для погрузки на железную дорогу в город Сувалки, для перевозки в Ковно, в составе 1-й армии.
В ночь с 6-го на 7 октября полк ушёл из Ломжи. 8-го выступил в Щучин. В 7 часов утра с 12 орудиями перешёл в наступление на фронте ф. Усцянки — Конопки правым флангом вдоль шоссе. В 1 час 30 минут дня Граево было занято без потерь 235 Белебеевским полком, артиллерия переданная полку удачно обстреляла немецкую батарею в районе д. Цыпки. На ночь воинская часть ушла на ночлег в д. Флеши. Утром 11 октября часть перешла в наступление на деревню Остроколено в германской Восточной Пруссии, но позже 3 батальона были направлены на другое направление, откуда они были затем направлены на смену частей 7-й сибирской стрелковой дивизии, занимавших деревни Регельн и Регельнитцен. Полк с 12 числа обеспечивал охрану левого фланга для 111 сибирского корпуса, форсирующего реку Малкин. Первые дни противник пытался прорвать фланг и использовал артиллерию, но всюду был отбит. После этого происходили мелкие стычки разведывательных отрядов. Затем, два дня противник обстреливал артиллерией, после этого переходя в наступление, но после этого был отбит.
22 числа полк, по приказанию генерала Селивачёва овладел деревней Гр. Мрозен, потеряв при этом 16 человек раненными.
23 октября полк совместно с 13 Финляндским стрелковым полком перешёл в наступление с целью овладеть перешейком между озёрами Сельмент и затем германским городом Лыком. 3-й батальон атаковал левый фланг, 1-й батальон должен был наступать за 3-м. Несмотря на сильное сопротивление противника, огонь тяжелой артиллерии и искусственные препятствия, к 6 часам вечера удалось достигнуть леса, что севернее озера Сельмент, после чего батальонам было приказано выдвинуться на северную опушку этого леса и закрепиться там. Но в это время немцы перешли в наступление сами. При этом крики на русском языке «ура, свои, свои на помощь» ввели в заблуждение части, кроме того немецкая артиллерия открыла сильный огонь. Под сильным огнём и натиском немцев, батальоны, занимавшие лес, стали уходить. Отходить пришлось ночью через препятствия и под сильным ружейным и пулемётным огнём. Во время отступления было потеряно 3 пулемёта. Батальоны отошли на свои прежние позиции. В течение ночи 2-й роте удалось опять продвинуться вперёд. К утру выяснилось, что Лык был уже очищен от немцев. В ходе этих боёв потери убитыми, раненными, пропавшими без вести, попавшими в плен составили 460 человек, включая 6 офицеров.
Утром 24 числа полк продвинулся к Лыку и расположился кв.-биваком в д. Сибба.
С 1 по 2 ноября полк атаковал укреплённую позицию у германской деревни Руджен. Со 2 по 15 ноября отправлялись дозоры на разведку. Одновременно с этим с 1 по 15 ноября полк держал оборону у деревни Русаки и Теляки. Как и в Варшавско-Ивангородской операции, в Лодзинской полк в составе 10-й армии прикрывал северный фланг русских войск.
14 ноября полк перешёл под командование 57 дивизии.
В середине ноября полк находился в районе Мазурской линии озёр, недалеко от озера Вяртель, где вел пешую и конную разведку. Время от времени происходили локальные столкновения с германцами. По приказу командования солдаты сжигали деревни, в которых находились германские войска.
21 ноября в 5 часов вечера полк в полном составе прибыл в польский г. Кольно и расположился там биваком. 22 ноября вечером прибыл под г. Ломжу и расположился по квартирам. Присутствовали локальные бои.
1 декабря полк прибывал по эшелонам в крепость Новогеоргиевск. 2 декабря полк располагался на ночлеге в д. Будки Пясецкие.
7 декабря 1914 г. полк в полном составе отправился по железной дороге в окрестности польского города Цеханув. 10 декабря солдатами был выполнен приказ выбить противника из деревни Пехчин, затем полк занял деревню Гонски. Во время обстрела с близкого расстояния немцами были убиты 15 воинов. 11 — 12 декабря полк перешел в наступление, заняв деревни Павлувко и Павлово. Наступление продолжалось на деревни Леково, Регимин, Леснево Дольне, Зеньбок и другие. 13 декабря полк передислоцировался в район Новогеоргиевска. Приказ переместиться южнее Сохачева был выполнен 17 декабря. Поступив в распоряжение генерала Евгения Мартынова, 21 декабря белебеевцы получили приказ выбить немцев из окопов на правом берегу реки Бзуры. После удачной атаки на неприятеля, полк был отбит пулемётным огнем и отступил. В ночь с 21 на 22 декабря было убито 10 нижних чинов и 22 ранено. Тем не менее, командованием был отдан приказ не дать возможности противнику распространиться на правом берегу Бзуры и уничтожить его. Атака проходила под ураганным огнем неприятеля. Потери полка составили убитыми 58 нижних чинов и 198 ранеными. Атака продолжалась и в последующие дни. В 5 часов утра, 26 декабря полк сошёл с позиции, сменённый Потийским 201 полком, был отправлен в резерв.
28 декабря полк вступил в д. Гузов, в 6 часов он был переведён в д. Чёрвона нива для соединения с 236-м Борисоглебским полком. Затем 29 и в д. Медневице, где получил от начальника 4 дивизии двум батальонам встать в резерв Углицкого 63 полка, а двум другим квартиро-биваком в деревне Камионки, в 7 часов вечера полк занял двумя батальонами деревню, а другие два встали в окопах на высоте 49,9 в резерве 63 полка. 31 числа первый батальон, находящийся в резерве, перешёл в резерв 61 полка и расположился в землянка около дома лесника в 5 часов дня. Полк продолжил находиться в распоряжении начальника 4 дивизии. За эти сутки были ранены 7 человек.
В конце декабря, в канун Рождества немцы, выйдя из своих окопов против позиций полка, стали махать белыми тряпками и подошли к реке, показывая бутылки и сигары и приглашая своих противников к себе. Человек 10-15 немцев без оружия подошли к реке, сели в лодку, переправились на российскую сторону и стали заманивать к себе подошедших к берегу солдат Белебеевского и Дунайского полков. Несколько человек подошли к германцам и переправились на их сторону. Все переехавшие на ту сторону русские солдаты тотчас были немцами арестованы и взяты в плен. Личности перешедших в дальнейшем устанавливались, для того, чтобы в их селах и деревнях прекратили выдачу пайка их семьям.

### 1915
1 января находился в распоряжении 1-й армии.
2 января в 8 часов утра сводная рота полка из 96 нижних чинов и 4 офицеров была построена, совместно с другими, для представления Великому Князю Андрею Владимировичу. В 10 часов утра Великим Князем был произведён осмотр представленных ему частей, по окончании которого роты прошли церемониальным маршем. Князь поблагодарил полки за службу. На следующий день получен приказ выступить в деревню Звежинец и занять позиции на реке Бзуре, что и было выполнено. На месте солдаты занимались улучшением окопов.
В ночь с 3 на 4 января полк выступил на передовую позицию между деревнями Боржимов и Гумин. В результате артиллерийского обстрела неприятелем было выведено из строя 22 нижних чина. До рассвета солдаты работали над улучшением окопов, отводили воду от рвов. 4 января состоялся очередной шрапнельный и гранатный обстрел. Потери составили 3 человека убитыми и 37 ранеными.
6 января 1915 года полк был снят с занимаемой позиции, а на его место был назначен 22-й Сибирский полк. 7 января к 4 часам полк находился в городе Жирардув для присоединения к 59 дивизии, куда был переведён в резерв, где и находился до 15 января. 15 января полк прибыл в деревню Мицоновские Буды, но в то же время оставался в резерве.
Полк — участник операции у Воли Шидловской. 18 января в 12 часов ночи полк выдвинулся в другую деревню Гузов. 20 января в 3 часа дня, согласно личному приказу В. Гурко, полку приказано принять участие в атаке на винокуренный завод Воля Шидловская[уточнить] и поступить в распоряжение начальника 55-й дивизии, что и было сделано. По прибытии в фольварк, начальник дивизии приказал быстро перейти в медневский мыс, в качестве резерва, но ввиду того, что мыс обстреливался артиллерией, полк был разведён в резервный порядок. В 11 часов вечера ротам приказали явиться к сборному пункту, где они и поступили в распоряжение генерал-майора Гурко. По прибытии к сборному пункту был приказ послать команду разведчиков во главе с прапорщиком Васильевым в направлении на высоту 45,8 для разведки подступов к позиции противника. Начало атаки было объявлено в 3 часа ночи, батальоны были поставлены в приказном порядке, при чём 2-й и 3-й в первой линии, а все остальные сзади.

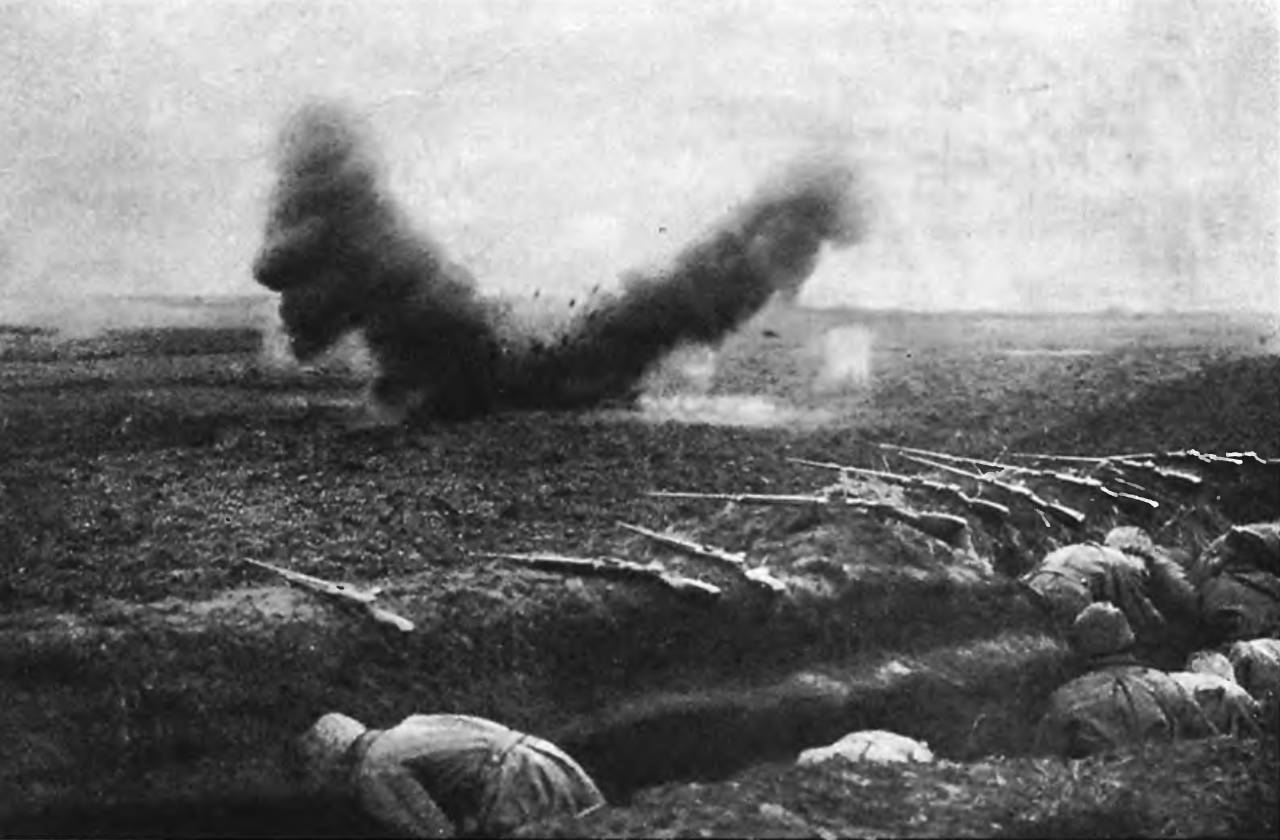
Взрыв тяжелого снаряда вблизи русского окопа у Воли Шидловской. 1915 г.

20 января в 3 часа ночи батальоны двинулись вперёд, ночь была лунная, тихая, полк двигался без стрельбы, но очень скоро полк подвергся скрытному пулемётному, а затем и артиллерийскому огню, но полк шёл вперёд в атаку и скоро достиг своих передовых позиций, на расстоянии 1000 шагов по полку был открыт сильный артиллерийский огонь, полк шёл вперёд, оставалось 400 шагов. Совершив небольшую передышку, роты опять двинулись вперёд, до противника оставалось 40 шагов, но потери составили 10 %. На следующий день роты снова двинулись в атаку с криком «ура!», но сильный огонь противника удержал и этот стремительный натиск, вновь было много убитых и раненых, окопаться для того чтобы укрыться от огня германских пулемётов, на скованной морозом земле, было почти невозможно. Но фронтовое командование не хотело отказаться от идеи вернуть старые позиции. С 10 часов артиллерия противника дала ураганный огонь, была ещё одна попытка атаки, но огонь пулемётов на возвышенности её отразил, нельзя было пройти более 50 шагов, ещё более усложняло, то что завод был на возвышенности. За время этих атак из полка выбыло 8 офицеров и 765 нижних чинов. С наступлением темноты полку приказано было отойти. Официальная сводка от 21 января констатировала, что после особенно упорных рукопашных боев русские войска ворвались в фольварк Воля Шидловская, удерживаемую германцами 2 дня, и овладели ей. Но винокуренный завод, расположенный поблизости, 21 января ещё оставался в руках противника. Сражение продолжилось все с тем же ожесточением. После этого части полку было приказано вновь атаковать вместе с сибирскими полками в 12 часов ночи, предварительно покормив и организовав её, полк занял прежние свои окопы. Сибирские полки в атаку не пошли, поэтому роты оставались на прежних позициях, где в течение двух дней подвергались обстрелу тяжелой артиллерии противника.
24 января по приказу полк выдвинулся в д. Червона Нива и начал рекогносцировку местности. Позже, в этом районе он вёл наступательные операции. До 3 февраля полк вел разведку, исправлял окопы, проводил рекогносцировку в Гуминском лесу, где подвергся неприятельскому обстрелу. 17 февраля полк перешёл в д. Гузов, в тот же день ряды полка пополнили 498 человек. В последующие дни белебеевцы вновь переместились в деревню Червоная Нива, затем занял позиции в деревне Гумин. С 24 по 26 февраля происходила перестрелка с противником. 27 февраля были обстреляны резервы полка, снаряд попал в землянки, засыпало семь нижних чинов — все были тяжело контужены.
После четырёх дней в резерве 7 марта полк по приказу дивизии перешел в Мщонув, откуда выступил в район деревни Рославовице. 8 марта полку приказано перейти в село Рыльск Малый и быть в полной готовности выступить по первому требованию. 15-16 марта в полк поступает пополнение в виде 947 ратников ополчения. 19 марта полк перешёл в д. Зуски и поступил в резерв начальника дивизии, где и находился до 25 марта.
25 марта в 6 часов утра, согласно приказанию начальника 59 дивизии выступил из Зуски на позицию для смены 234 Богучарского полка, в 7 часов белебеевцы прибыли на участок полка, в 9 часов 40 минут его сменили на позиции окопов в Немгловском лесу (лес южнее Равы-Мазовецкой, Лодзинское воеводство). Днём велась редкая ружейная перестрелка, ночью она усилилась, убит 1 и ранено 4 нижних чина. На следующий день также велась редкая перестрелка, в 5 часов вечера она усилилась, так как было замечено, что немцы начали копать окопы. Прибыло пополнение из 242 человек и вернувшихся из лечения от ран и болезней. Полк находился в Немгловском лесу до 16 апреля, пока не был сменен 234 полком, в это время были редкие перестрелки и в основном был взаимный обстрел друг друга из артиллерии.
16 апреля в 7 часов утра полк прибыл в деревню Зуски, с 11 ночи до 3 часов утра деревня стала обстреливаться немецкой артиллерией. После нескольких разорвавшихся снарядов полк был выведен в окопы, находящиеся слева и немного впереди деревни, снаряды попадали в землянки, потери 3 убитых, 1 умерший от ран и 21 ранено. После батальоны были отправлены на разные позиции в близлежащие деревни, где находились в резерве. 18 апреля полк поступил в резерв 5 армии, где находился до 24 апреля.
24 апреля в 8 часов вечера 2 батальона перешли в Немгловский лес для смены 235 Старобельского полка, 25 числа в 4 часа остальные 2 батальона также перешли в лес, в 8 часов полк произвёл смену. Полк находился там до 23 мая, были сильные перестрелки, миномётный и артиллерийский огонь.
23 мая в 7 часов утра полк сменён 234 Борисоглебским полком и перешёл в резерв до 1 июня. 1 июня в 8 часов вечера полк сменил 234 полк в Немгловском лесу.
13 июня полк продолжал занимать позицию в Немгловском лесу. 18 июня в течение ночи противник вёл частую ружейную стрельбу, бросал бомбы, со стороны полка велась редкая стрельба. На всех участках полка высылалась партия охотников от рот и выставлялись засады. Ночью были замечены одиночные немецкие разведчики, которые держались близко к своим окопам. 19 июня на фронте учащённая стрельба противника, редкая полка.
4 июля в 5 час. утра полк прибыл в район Боржецина и расположился ротами вокруг деревни. 5 июля полк прибыл в д. Глухов.
18 июля полк вёл ожесточённый бой с противником, полку была поставлена задача остановить прорвавшегося противника у деревни Тсиск, которая была выполнена большой ценой и противник был задержан в течение дня на этом участке. Наиболее отличилась пулемётная команда полка. Во время операции было захвачено 6 пулемётов, из которых 2 было оставлено в полке, 2 взяты 37 Сибирским полком и два остались не вынесенными. Было взято 200 пленных, из которых 115 были отправлены в штаб 10-й Сибирской дивизии, а 35 раненных были отправлены в полковой перевязочный пункт.
В августе — сентябре полк участвовал в Виленской операции.
31 августа в 10:30 утра полк прибыл в д. Радужь и к 6 ч. вечера уже занял позицию от ручья, что южнее д. Полишки и приступил к укреплению, устраивал блиндажи, козырьки, прорывал ходы сообщения, соединял отдельные участки ходом сообщения, устанавливал проволочные заграждения. 3 сентября, согласно приказу полковника Горбатовского для образования стыка между 22 и 59 дивизиями была выделена 8 рота и полурота 3-й роты для усиления стыка опорных пунктов к западу от леса, что южнее д. Курки. Для парирования возможного прорыва немцев в лес, что у юго- восточной окраины Курки была занята северная опушка леса командой разведки чинов . В 10 ч. 35 мин. из леса, что западнее д. Курки противник открыл сильны пулемётный огонь, белебеевцы ему не отвечали, выжидая движения его цепней. К этому уже времени немцы стали группироваться в лесу, что севернее деревни. 4 сентября всю ночь шла перестрелка разведчиков с дозорами противника у д. Курки. Около 7:30 утра противник повёл наступление на опорный пункт №1 и открыл сильный ружейный и пулемётный огонь и в то же время стал накапливать атаку в Курки. Не выдержав 8 рота отошла с опорного пункта что у самой д. Курки, приказав отойти и полуроте с опорного пункта № 2.
8 декабря в 3 час. 30 мин. дня полк вышел из резерва и сменил 233-й Старобельский полк в районе деревни Баранишки и начал выполнять сторожевое охранение. Велась разведка. 13 декабря команда разведчиков полка столкнулась с немецкими разведчиками, они старались обойти немцев, но они их заметили и началась перестрелка в ходе которой они отступили. 20 декабря команда разведчиков из 60 человек ранним утром обнаружила два немецких поста. В последующем полк начал устраивать засады, но немцы не появлялись на них. 26 числа разведчики в количестве 50 человек приняли успешный бой.

### 1916
В 1916 г. полк занимал оборону в районе деревень Сивцы-Волохи и в районе высоты Плёве. 
Участвовал в мартовской Нарочской операции 1916 г.
9 августа в 11 ч. полк двинулся по дороге к Двинску, в 20 ч. он прибыл туда на Петроградский вокзал Сев-зап. железн. дороги. и начал погрузку, в 24 ч. она была завершена и полк погрузился на 5 эшелонов в 40 вагонов каждый. 10 числа в 4. ч. был направлен первый эшелон, следующие эшелоны отправлялись через каждый час. 15 числа в 9 ч. полк прибыл в Черновицы, где и произвёл разгрузку, в 15 ч. полк выступил в с. Шипинцы, где и расположился биваком к юго-западу от реки Савиза. Полк поступил в резерв 9 армии. 18 числа в 8 ч. командующий 9 армии произвёл смотр полка, смотр был произведён совместно с Борисоглебским полком и 59 артиллерийской бригадой, после смотра в 9 ч. полк направися по шоссейной дороге в д. Сиятынь.
С 28 сентября по 7 октября полк находился в резерве командующего армией и располагался в землянках в д. Заречье, рядом с г. Делятин. 7 октября полк прибыл в Уторопы и располагался по квартирам, на следующий день полк прибыл в Куты, где располагался до 10 числа.

### 1917
1 января полк находился в районе Хребта Пневе до истока ручья Безыш, впадающего в р. Чёрный-Черемош.
1 февраля к 20 ч. 328 Новоузенский полк закончил смену полка на позиции. На следующий день Белебеевцы расположились в землянках в районе Сарата Южная, где и находились до 23 февраля. 23-25 числа произошла смена 236 Борисоглебского полка на позиции Стевиоара. 27 числа был обстрел вражеской артиллерией, 28 была перестрелка.
1 июня в 10 ч. 14 мин. Белебеевский полк сменил 236 Борисоглебский полк, первый отправился в дивизионный резерв и расположился в районе Карпатских урочищ Дуконя и села Гриняева, в горах на высоте 981 метр, где и стоял до 27 числа. Редко пролетали неприятельские аэропланы, в ответ на это они были обстреляны русской артиллерией.
27 июня полк сменил 234 Богучарский на передовой. Часто была стрельба и обстрелы.
23 июля полк защищал участок на р. Серта от Молочной фермы Волчинец до высоты 325.
1 августа полк стоял в дивизионном резерве в юго-западной части реки Серета.
1 сентября полк вновь прибыл в дивизионный резерв, располагаясь по квартирам в восточной части села Теребовля.
7 октября полк вновь прибыл в дивизионный резерв, располагаясь по квартирам в восточной части села Теребовля, штаб полка был в его северо-восточной части, там он простоял до окончания боевых действий. Редко действовала вражеская артиллерия, пролетали вражеские аэропланы, батальоны занимались работами по укреплению 2-й линии окопов, периодически меняясь с другими полками.
27 октября было созвано собрание представителями дивизионного комитета, на котором было доложено об обстановке в Петрограде после Октябрьской революции и о просьбе Керенского поддержки для подавления восстания большевиков. На собрании выступали как армейские и дивизионные комитеты (осудившие восстание), так и ораторы, симпатизирующие левым. В итоге полковой и ротные комитеты постановил до выяснения не выступать для защиты той или иной стороны, а ожидать, какое образуется правительство, и выполнять его приказание.
Выборы в Учредительное собрание в полку проходили с 11 (с 14 часов) по 17 ноября 1917 года. Это был 138 избирательный участок 8-й Армии Румынского фронта. Избранные члены избирательной комиссии: председатель - прапорщик Нечкин, секретарь председателя - прапорщик Лавров, остальные члены - Дмитриев, Суханов, Богатырёв, Акулов и другие. Кроме того в состав комиссии был приглашён от мусульман Фотогунов. Выборы проходили во все дни с 8 утра до 8 вечера и 17 ноября до 2 часов дня. Всего был 1 закрытый избирательный ящик для избирательных записок, находящийся в отдельном помещении. Каждый из приходящих избирателей предъявлял своё именное удостоверение, был отмечен в списке, получал в конверт, отходил в отгороженное помещение, и по возвращение передал свой заклеенный конверт председателю комиссии, который отпускал его на глазах избирателя. 17 ноября в 2 часа дня 15 минут подача голосов была объявлена законченной и было объявлено всем лицам, что они могут присутствовать при счёте голосов. В итоге в избирательный список было внесено 2488 избирателей. Всего проголосовало 2024. Тем самым, явка составила 81 %. Конверты были вынуты из избирательного ящика и пересчитаны в нераспакованном виде. Их оказалось 2013, это число было на 11 меньше, чем избирателей. Эта разница объясняется, тем что избиратели по растерянности брали конверт с собой. Победу на данном избирательном участке одержала партия эсеров со 1654 голосами, за ними следовали объединенные украинские социалисты со 129.

### 1918
С ноября 1917 по март 1918 года полк был постепенно демобилизован и расформирован.

## Командиры полка
- полковник Соболев, Алексей Иванович (16.08.1914-21.02.1915)
- полковник Доморацкий, Леонид Гаврилович (21.02.1915-12.04.1917)
- полковник Правиков, Алексей Александрович (13.04.1917-1918)

## Отличившиеся солдаты
- Демидов, Александр Никандрович.

## Состав полка
Состав полка на 19 августа 1914:
- офицеры — 62;
- врачи — 6;
- чиновники — 3;
- нижние чины — 4149.

Входил в состав 59-й пехотной дивизии. Состав – 4 батальона, которые насчитывали 16 рот, состоящих из команд стрелков, пулемётчиков, связистов, сапёров, музыкантов, разведчиков, артиллеристов.

## Название
Название полк берёт от города Белебей в Уфимской губернии.